# Cerocorticium pseudomucidum
Cerocorticium pseudomucidum är en svampart som först beskrevs av Petch, och fick sitt nu gällande namn av Jülich 1982. Cerocorticium pseudomucidum ingår i släktet Cerocorticium och familjen Meruliaceae.   Inga underarter finns listade i Catalogue of Life.